# Predlog
Prêdlog (izpeljanka iz predložiti, »postaviti spredaj«) ali prepozícija je nepregibna in nepolnopomenska besedna vrsta, ki skupaj s samostalniško in/ali pridevniško besedo, katere sklon določa, uvaja predložno zvezo. Odnosi znotraj predložne zveze imajo lahko krajevni, vzročni, načinovni ali časovni pomen. 
V razširjenem smislu predlog izraža razmerje med dvema neenakovrednima besedama (cvet na steblu) ali besednima zvezama (tridnevni izlet v Slovenske gorice).
Predlogi poimenujejo naslednja razmerja:
- prostorsko (npr. v rokah, iz stanovanja, pod mizo)
- časovno (npr. v ponedeljek, med obiskom, pred maturo)
- načinovno (z vlakom)
- vzročno (zaradi suše)

## Vezava
Predlogi ob sebi zahtevajo določen sklon:
- rodilnik: brez, do, iz, od, s/z, za
- dajalnik: h/k, proti, kljub
- tožilnik: čez, skozi, zoper, po
- mestnik: o, pri, po
- orodnik: s/z
- tožilnik ali mestnik: na, ob, v
- tožilnik ali orodnik: med, nad, pod, pred, za

Predlogi vplivajo na sklonsko obliko izraza za seboj (npr. v iztegnjenih orokavičenih rokah – pod iztegnjenimi orokavičenimi rokami).
Predlog in besedna zveza, ki mu sledi v določenem sklonu, tvorita predložno zvezo.

## Izgovor
Pravi predlog je vedno nenaglašen. Izgovarjamo ga povezano z besedo, ki mu sledi. Izgovora predloga ne smemo podaljševati s polglasnikom oz. ga ne smemo izgovarjati ločeno.

## Pisanje skupaj oz. narazen
Navadni predlogi se pišejo samostojno pred nanašajočo se besedo oziroma besedno zvezo (npr. v šolo, s seboj). Narazen se pišejo tudi besednozvezni predlogi, npr. glede na, s pomočjo.
Skupaj se pišejo enozložni predlogi s tožilniško vezavo skupaj z navezno obliko osebnih zaimkov. V tem primeru so predlogi naglašeni: náme, prédnjo, váme.

## Nepravi predlogi
Pogosto uporabljamo kot predloge besede, ki prvotno niso predlogi, temveč:
- samostalniki (npr. vrh hriba, konec vasi) ali
- prislovi (npr. blizu klopi, okoli osi, zunaj mesta).

Nepravi predlogi ob sebi povečini zahtevajo samostalniško besedo v rodilniku (blizu, bliže, konec, koncem, mimo, vrh ...), z dajalnikom se vežejo kljub, vkljub, navkljub, navzlic, nasproti, s tožilnikom pa zoper.